# Mark Logan (homme politique)
Mark Rory Logan (né le 28 janvier 1984) est un homme politique du Parti conservateur britannique. Il est député pour Bolton Nord-Est de 2019 à 2024,,.

## Biographie
Logan est né et grandit dans le comté d'Antrim, en Irlande du Nord. Il est diplômé de l'Université Queen's de Belfast, puis obtient deux diplômes de maîtrise, l'un de la London School of Economics et le second du Wadham College de l'Université d'Oxford. Avant de devenir député, il travaille au consulat général britannique de Shanghai où il est responsable des médias et de la communication. Logan travaille aussi pour le conglomérat chinois Sanpower Group.
En 2017, il se présente pour le siège d'East Antrim pour le Parti conservateur, arrivant à la 6e place avec 2,5% des voix. Il est choisi comme candidat du Parti conservateur pour Bolton North East aux élections générales de 2019, remportant finalement le siège avec une majorité de 0,9% et un swing de 4,7%. Il est battu en 2024.